# Herminia theralis
Herminia theralis là một loài bướm đêm trong họ Noctuidae.